# EPLEFPA de Nîmes-Rodilhan
 (mai 2025).
Motif : absence de sources secondaires indépendantes pérennes et de qualité démontrant une spécificité de cet établissement. Un lycée agricole parmi tous les autres.
- Archive Wikiwix
- Bing
- Cairn
- DuckDuckGo
- E. Universalis
- Gallica
- Google
- G. Books
- G. News
- G. Scholar
- Persée
- Qwant
- (zh) Baidu
- (ru) Yandex
- (wd) trouver des œuvres sur Wikidata

| 1. | Préciser le motif de la pose du bandeau. | Précisez le motif de la pose du bandeau en utilisant la syntaxe suivante : {{admissibilité à vérifier\|date=mai 2025\|motif=remplacez ce texte par le motif}}                                  |
| 2. | Informer les utilisateurs concernés.     | Pensez à avertir le créateur de l'article, par exemple, en insérant le code ci-dessous sur sa page de discussion : {{subst:avertissement admissibilité à vérifier\|EPLEFPA de Nîmes-Rodilhan}} |

L'EPLEFPA de Nîmes-Rodilhan (établissement public local d'enseignement et de formation professionnelles agricoles) est un organisme qui regroupe quatre structures. La première est le lycée agricole Marie Durand (un LEGTPA ou Lycée d'Enseignement Général Technologique et Professionnel Agricole), établissement d'enseignement supérieur qui prépare jusqu'à la licence ; vient ensuite un CFA (centre de formation des apprentis) orienté dans le secteur agricole et vitivinicole ; puis un CFPPA (centre de formation professionnelle pour adultes) qui est lui aussi orienté vers les mêmes secteurs. Le domaine de Donadille est la structure pédagogique commune à ces trois centres de formation pour tout ce qui a trait aux différents métiers de la viticulture et de la vinification.

## La viticulture
Les vignes du domaine sont situées sur l’appellation d’origine contrôlée Costières-de-nîmes. Le Domaine de Donadille se situe sur le sol de "Gress" caractéristique des Costières, constitués des dépôts villafranchiens riches en galets roulés par le Rhône. Ce sol permet de valoriser au mieux le climat méditerranéen et d’assurer une parfaite maturité et un faible rendement aux principaux cépages. Afin de former les futurs vignerons méridionaux, le domaine possède 16 cépages différents sur 40 hectares, originaires de la région ou bien de toute la France.

## Cépages
L'encépagement principal est à base de grenache N, mourvèdre N, syrah N, grenache blanc B, Marsanne B et roussanne B.

## Les vinifications

Logo du domaine de Donadille

Au domaine de Donadille, les vinifications chaque année sont environ de 400 hectolitres.
Muni de petites cuves, le chai permet de différencier les parcelles et de travailler la particularité de chaque terroir.
Les élèves viennent dans la cuverie lors des vinifications et s’occupent, avec le maître de chai, des opérations.
Les promotions du CFA et CFPPA sortent une micro-cuvée spécifique à leur promotion. Ils vont suivre jusqu’à la mise en bouteille et la pose de l’étiquette le vin qu’ils ont confectionné.